# Christine Riedtmann
Christine Verena Riedtmann (1952) é uma matemática suíça, especializada em álgebra abstrata.
Obteve um doutorado em 1978 pela Universidade de Zurique, orientada por Pierre Gabriel. É professora emérita (desde 2016) na Universidade de Berna.
Em 2012-2013 foi presidente da Sociedade Matemática Suíça.

## Publicações selecionadas
- Gabriel, P.; Riedtmann, Ch. (1979), «Group representations without groups», Commentarii Mathematici Helvetici, 54 (2): 240–287, MR 535058, doi:10.1007/BF02566271
- Riedtmann, Christine (1980), «Representation-finite selfinjective algebras of class An», Representation theory, II (Proc. Second Internat. Conf., Carleton Univ., Ottawa, Ont., 1979), Lecture Notes in Mathematics, 832, Berlin: Springer, pp. 449–520, MR 607169, doi:10.1007/BFb0088479
- Riedtmann, C. (1980), «Algebren, Darstellungsköcher, Überlagerungen und zurück», Commentarii Mathematici Helvetici (em alemão), 55 (2): 199–224, MR 576602, doi:10.1007/BF02566682
- Reiten, Idun; Riedtmann, Christine (1985), «Skew group algebras in the representation theory of Artin algebras», Journal of Algebra, 92 (1): 224–282, MR 772481, doi:10.1016/0021-8693(85)90156-5